# Brihatí
A brihatí az ókori indiai, szanszkrit nyelvű védikus költészet egyik ismert versformája. Leggyakrabban e korban volt használatos, de ritkán egészen a 15. századig előfordul. A szanszkrit nyelv visszaszorulásával e forma is eltűnt az indiai költészetből.